# Chmielnik (gemeente in powiat Rzeszowski)
De gemeente Chmielnik is een landgemeente in het Poolse woiwodschap Subkarpaten, in powiat Rzeszowski.
De zetel van de gemeente is in Chmielnik.
Op 30 juni 2004 telde de gemeente 6354 inwoners.

## Oppervlakte gegevens
In 2002 bedroeg de totale oppervlakte van gemeente Chmielnik 52,87 km², waarvan:
- agrarisch gebied: 74%
- bossen: 14%

De gemeente beslaat 4,34% van de totale oppervlakte van de powiat.

## Demografie
Stand op 30 juni 2004:
| Omschrijving                   | Totaal | Totaal | Vrouwen | Vrouwen | Mannen | Mannen |
| ------------------------------ | ------ | ------ | ------- | ------- | ------ | ------ |
| eenheid                        | aantal | %      | aantal  | %       | aantal | %      |
| inwoners                       | 6354   | 100    | 3178    | 50      | 3176   | 50     |
| bevolkingsdichtheid (inw./km²) | 120,2  | 120,2  | 60,1    | 60,1    | 60,1   | 60,1   |

In 2002 bedroeg het gemiddelde inkomen per inwoner 1310,98 zł.

## Administratieve plaatsen (sołectwo)
Błędowa Tyczyńska, Borówki, Chmielnik, Wola Rafałowska, Zabratówka.

## Aangrenzende gemeenten
Hyżne, Krasne, Łańcut, Markowa, Tyczyn